# Huichun
Huichun (kinesiska: 回春镇, 回春) är en köping i Kina. Den ligger i provinsen Sichuan, i den sydvästra delen av landet, omkring 230 kilometer nordost om provinshuvudstaden Chengdu. Antalet invånare är 20 239. Befolkningen består av 9 783 kvinnor och 10 456 män. Barn under 15 år utgör 18,0 %, vuxna 15-64 år 69 %, och äldre över 65 år 12,0 %.
Genomsnittlig årsnederbörd är 1 418 millimeter. Den regnigaste månaden är juli, med i genomsnitt 272 mm nederbörd, och den torraste är december, med 6 mm nederbörd.